# Золотий глобус (4-та церемонія вручення)
4-та церемонія вручення нагород премії «Золотий глобус»

26 лютого 1947 року
Найкращий фільм (драма): 

Найкращі роки нашого життя 
 < 3-тя > Церемонії вручення 5-та >
4-та церемонія вручення нагород премії «Золотий глобус» за заслуги в галузі кінематографу за 1946 рік відбулася 26 лютого 1947 року. Церемонія була проведена в Лос-Анджелесі, Каліфорнія у готелі «Рузвельт». 

## Переможці
- Найкраща чоловіча роль: 
  - Грегорі Пек - Оленя
- Найкраща жіноча роль: 
  - Розалінд Расселл - Сестра Кенні
- Найкращий режисер: 
  - Френк Капра - Це прекрасне життя
- Найкращий фільм з розвитку міжнародного взаєморозуміння: 
  - Останній шанс (Швейцарія)
- Найкращий фільм: 
  - Найкращі роки нашого життя
- Найкраща чоловіча роль другого плану: 
  - Кліфтон Вебб - На краю леза
- Найкраща жіноча роль другого плану: 
  - Енн Бакстер - На краю леза